# Robert Funk (Bibliothekswissenschaftler)
Robert Funk (* 14. Dezember 1942 in Frankfurt am Main; † 5. März 2020) war ein deutscher Bibliothekswissenschaftler.

## Leben
Er studierte Elektrotechnik und Betriebswirtschaftslehre in West-Berlin (Ing.-Grad. 1968 und Diplom-Kaufmann 1972). Von 1971 bis 1976 war er wissenschaftlicher Angestellter der Universitätsbibliothek der Technischen Universität Berlin. 1975 wurde er zum Dr. rer. pol. promoviert. Ab 1973 war er als Dozent für Betriebswirtschaftslehre und Informationswissenschaft an der Technischen Fachhochschule Berlin tätig. 1977 erhielt er einen Ruf an die FU Berlin und vertrat am Institut für Bibliothekarausbildung (1982 umbenannt in Institut für Bibliothekswissenschaft und Bibliothekarausbildung) die Schwerpunkte BWL, Neue Medien sowie Information und Dokumentation. 1994 wurde das Institut mit dem Institut für Bibliothekswissenschaft und wissenschaftliche Information der Humboldt-Universität fusioniert. Dort, am heutigen Institut für Bibliotheks- und Informationswissenschaft, lehrte er bis zu seiner Emeritierung 2008.

## Schriften (Auswahl)
- Kostenanalyse in wissenschaftlichen Bibliotheken. Eine Modelluntersuchung an der Universitätsbibliothek der Technischen Universität Berlin. Pullach bei München 1975, ISBN 3-7940-4117-8.
- Arbeitsablaufuntersuchung und Personalbedarfsermittlung für die Buchbearbeitung an Hochschulbibliotheken. Ergebnisse einer mit Unterstützung der Deutschen Forschungsgemeinschaft durchgeführten Untersuchung. München 1977, ISBN 3-7940-4120-8.